# CHa-110
CHa-110 — мисливець за підводними човнами Імперського флоту Японії, який взяв участь у Другій світовій війні.
Корабель відносився до нідерландських тральщиків типу Ardjoeno та був споруджений в 1940 році на верфі Droogdok Maatschappij в Сурабаї (східна частина острова Ява) як «Lawoe» (також мав позначення HMV 15). 3 березня 1942-го тральщик затопили у Сурабаї, оскільки 1 березня на заході та сході Яви висадились японські десанти.
Японці організували підйом та ремонт корабля, що завершився 27 вересня 1943-го, та ввели його до складу флоту як допоміжний мисливець за підводними човнами CHa-110. Корабель включили 23-ї спеціальної військово-морської бази, що мала штаб у Макассарі (південно-західний півострів острова Сулавесі) та належала до Другого Південного Експедиційного флоту (відповідав за контроль над окупованими територіями Індонезії). Корабель ніс патрульно-ескортну службу в районі Макассару, а з грудня 1944-го його перевели на острів Тимор.
5 березня 1945-го в протоці Сапе між островами Комодо та Сумбава CHa-110 був важко пошкоджений літаками, після чого більше не відновлювався та в такому стані дочекався завершення війни в Сурабаї (головна база на сході острова Ява).